# Antón Patiño
Antón Patiño (Monforte de Lemos, Lugo, 1 de enero de 1957) es un pintor y escritor español. Es conocido por su papel como miembro fundador del Grupo Atlántica y su obra individual. Es vicepresidente del Círculo de Bellas Artes de Madrid y presidente de VEGAP.

## Trayectoria
Participa en la creación de la revista Loia (1974-1978) con Manuel Rivas y los hermanos Xosé Manuel y Lois Pereiro.Colaboró junto con Menchu Lamas en el diseño de los libros del grupo poético Rompente (1978-1980), formado por Alberto Avendaño, Antón Reixa y Manolo Romón, y fue miembro fundador del Grupo Atlántica, clave en la escena pictórica gallega de los años ochenta. Fue miembro del consejo de redacción de la revista de arte y pensamiento Microfisuras (1997-2003).
Establecido en Madrid, participó activamente como pintor en la renovación del arte español en la década los ochenta del pasado siglo, como parte de Atlántica y a través de su inclusión en muestras panorámicas como 26 Pintores/ 13 Críticos, En el Centro, Periferias, Kunst Aus Spanien, Por la Pintura, Venti Anni Dopo, Los Años Pintados, Tránsito de ideas. Arte en España (1972-1992), Junge Spanische Kunstler, Zeitgenossische Kunst IM a 11 y Spansk Egen-Art.[cita requerida]
Ha expuesto individualmente en España e internacionalmente, y su obra se encuentra en las colecciones del MNCARS, MACBA, Colección de Arte Contemporáneo La Caixa, CGAC, MEIAC o Artium.

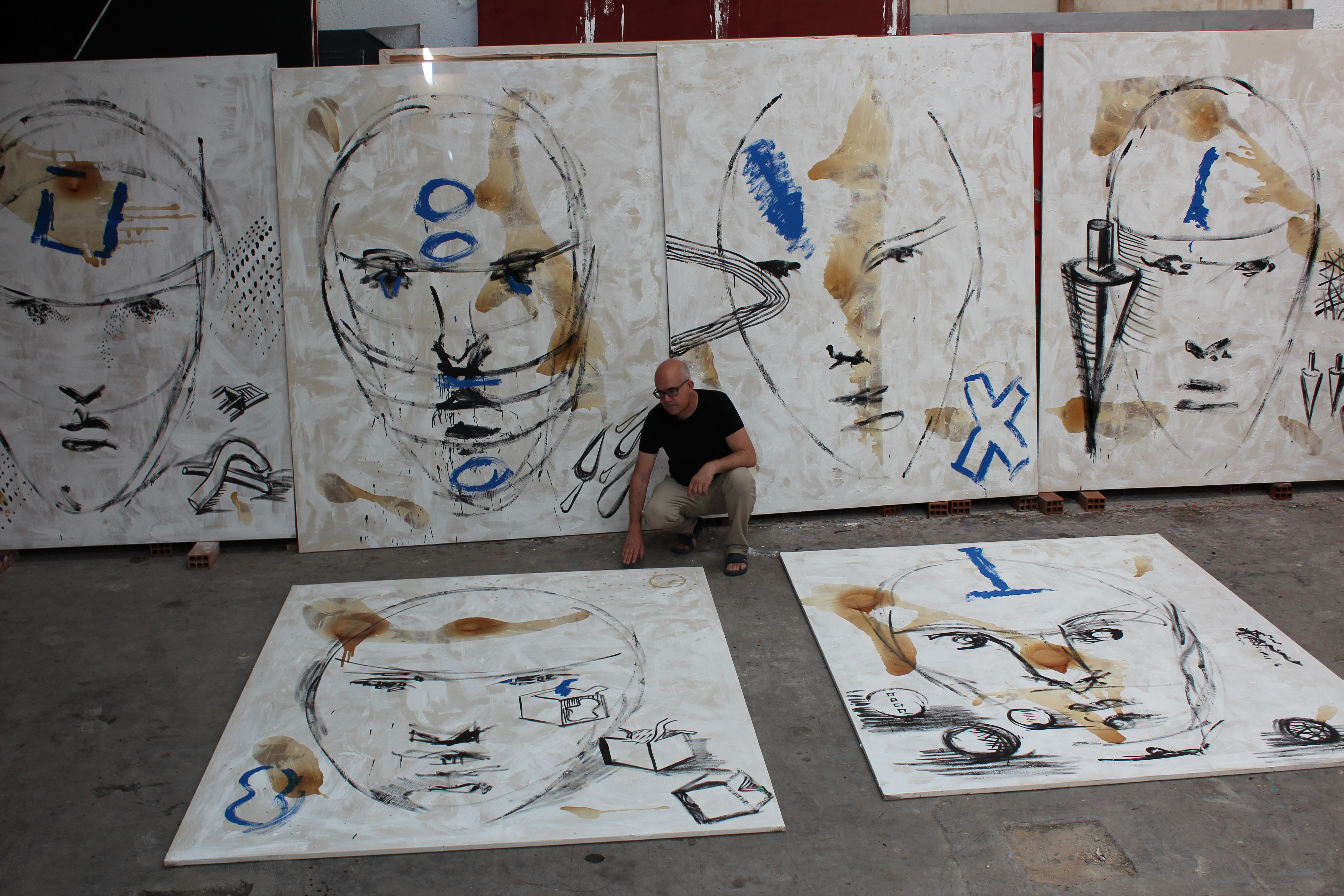
Patiño con lienzos a gran tamaño.

## Obra

### Pintura
Su obra pictórica tiene un carácter sensorial y combina elementos matéricos y simbólicos, incorporando con frecuencia oposiciones y antagonismos. En sus inicios fue cercana al expresionismo abstracto, dando especial importancia al color, pero en los años ochenta comenzó a realizar cuadros de gran formato y fuerte carga conceptual. La presencia de estas dos dimensiones en su obra llevó al crítico Donald Kuspit a describir su obra como "expresionismo conceptual".
A finales de los años ochenta realizó la serie Mareas negras (1989), sobre las catástrofes ecológicas, y el mar continuó estando presente en varios de sus proyectos posteriores. También ha trabajado en otros formatos como el cómic (Esquizoide, 1978, como parte de Colectivo da Imaxe), el dibujo y el libro de artista.
En 2020 se inauguró la muestra antológica Caosmos en el CGAC.

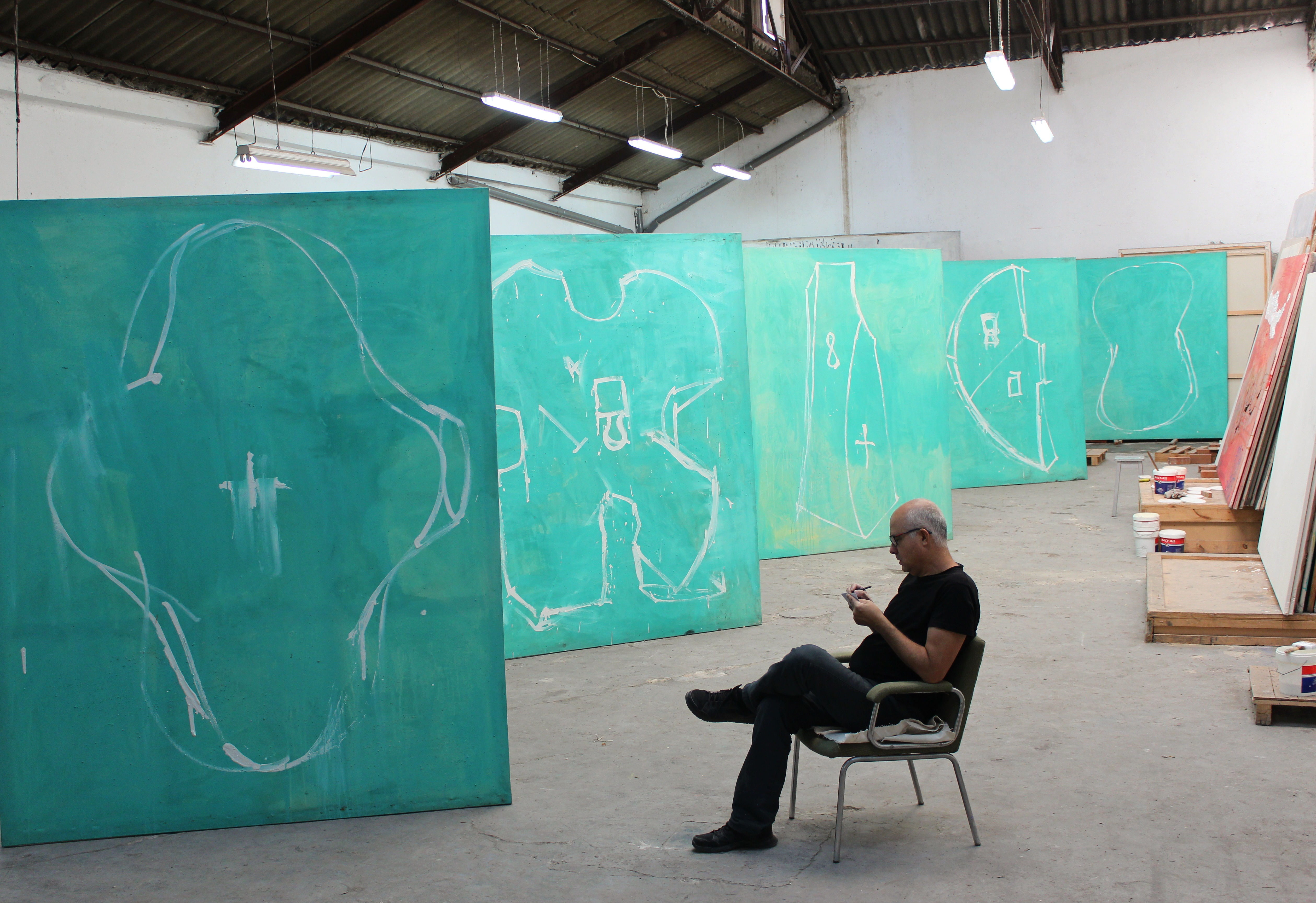
Antón Patiño

### Obra teórica
Patiño es autor de una obra teórica y ensayística, centrada en el mundo de la imagen y la percepción. Entre ellas se encuentran obras aforísticas como Xeometría líquida (1992), Mapa ingrávido (1992), que busca reflejar la incertidumbre y discontinuidad del presente tecnológico, o Escritos de un sonámbulo (2011).
Es también autor de monografías sobre la obra de Reimundo Patiño (1999, 2005), Urbano Lugrís (2004, 2007), Lois Pereiro (2010, 2011) y Uxío Novoneyra (2010).  
Ha impartido también cursos y conferencias en universidades y centros de arte, y colaborado en revistas como Telos, Arte y Parte, Exit-book, Minerva o Luzes y prensa generalista.[cita requerida]

## Vida personal
Está casado con la pintora Menchu Lamas, y es padre del cineasta Lois Patiño.

## Libros

### Ensayo
- Xeometría líquida (1993).
- Mapa ingrávido (1993).
- Reimundo Patiño: a explosión dun mundo (1999).
- Urbano Lugrís (2004).
- Reimundo Patiño (2005).
- Caosmos. Encrucijada y espacio simbólico (2007).
- Urbano Lugrís (viaxe ao corazón do océano) (2007). Traducido al castellano como Urbano Lugrís. Viaje al corazón del océano (2008).
- Lois Pereiro. Radiografía do abismo (2010).
- Universo Novoneyra: a poética do intre (2010).
- Lois Pereiro: dicionario de sombras (2011).
- Todas las pantallas encendidas. Hacia una resistencia creativa de la mirada (2017).
- Libro dos lugares (2017).
- Manifiesto de la mirada. Hacia una imagen sensorial (2018).
- De dónde vienen las imágenes (2020).

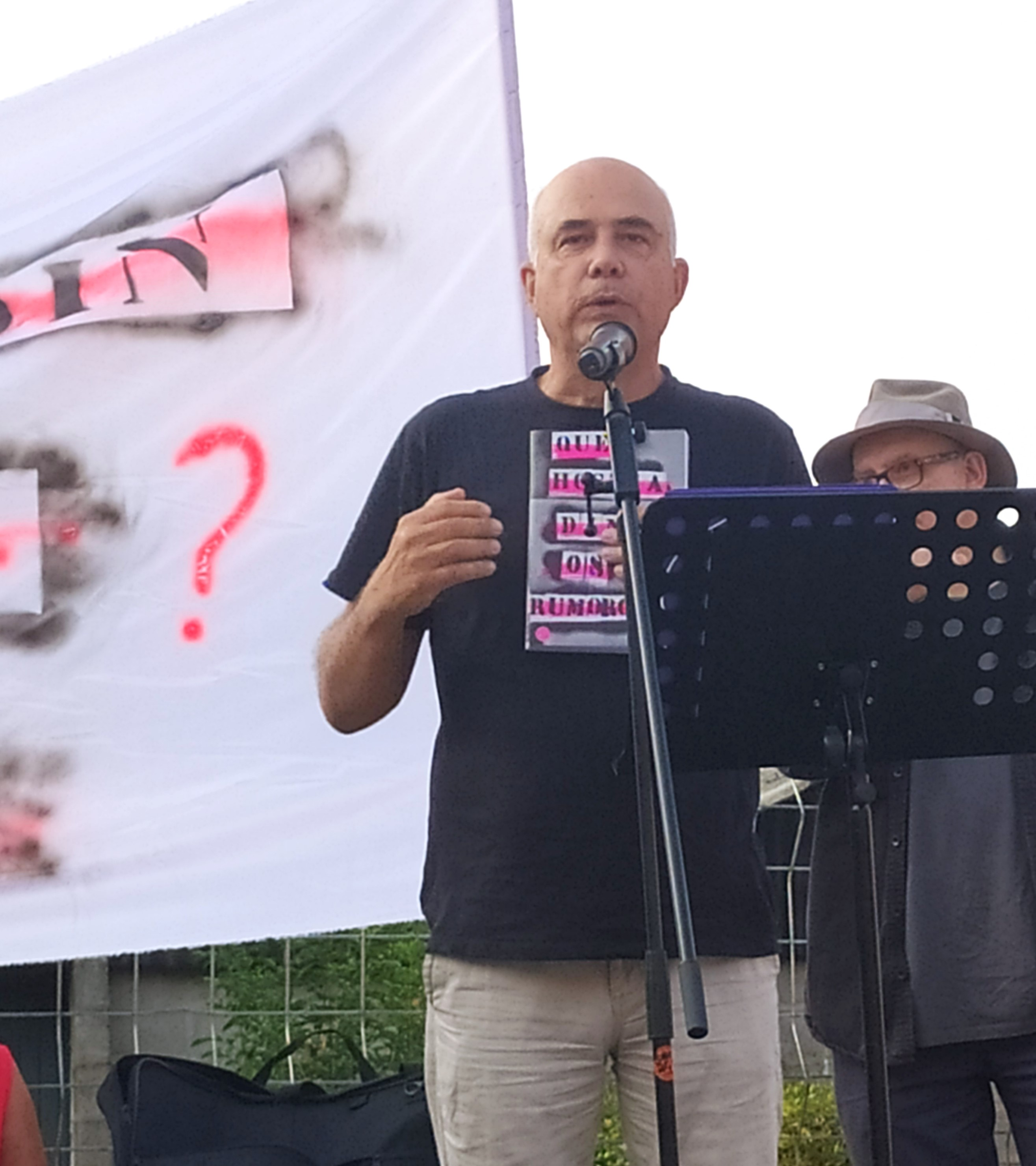
En la presentación de Que hostia din os rumorosos? (Grupo Rompente, con ilustraciones de Patiño) de la Libraría Miranda de Bueu en 2021.

### Poesía
- Océano e silencio (2006).
- Teoría do riso (2015).

### Libros artísticos
- Esquizoide (cómic experimental, como parte de Colectivo da Imaxe) (1978).
- Días contra fotocopias (con Antón Reixa y Menchu Lamas) (1987).
- San Collóns e outros vudús (serigrafías, con relato de Antón Reixa) (1997).
- Mapa Ingrávido (aforismos, 2005).
- Haikus da Costa da Morte (grabados, con poemas de Alfonso Armada) (2007).

### Obras colectivas
- Hai suficiente infinito (con Xavier Seoane) (1999).
- Neste silencio: Arredor de Uxío Novoneyra (2000).
- Escritos de un sonámbulo (con textos de Alberto Avendaño) (2011).
- Lois Pereiro en 17 voces (2011).